# Istenszülő bevezetése a templomba fatemplom (Felsőboldád)
A felsőboldádi Istenszülő bevezetése a templomba fatemplom műemlékké nyilvánított épület Romániában, Szatmár megyében. A romániai műemlékek jegyzékében az  SM-II-m-B-05356 sorszámon szerepel.